# UEFA女子チャンピオンズリーグ
UEFA女子チャンピオンズリーグ（英: UEFA Women's Champions League）は、欧州サッカー連盟（UEFA）が主催する、クラブチームによる女子サッカーの大陸選手権大会である。

## 概要
男子サッカーのUEFAチャンピオンズリーグに相当する大会であり、女子のクラブチームによる国際大会としては世界最古である。出場資格は、UEFAに加盟している国・地域内のクラブのうち、リーグ戦とカップ戦の優勝チーム、および前年度同大会優勝国・地域のリーグ戦2位・カップ戦準優勝チームに与えられる。しかしながら、同大会にエントリーをしない国・地域も若干存在し、参加予定チームが確定している訳ではない。
以前はUEFA女子カップ（英: UEFA Women's Cup）という大会名だったが、2009-10シーズンより現在の名称になり、参加チーム数やレギュレーションも変更された。

## 出場枠
UEFAに加盟する各国地域内での前年度リーグ戦の上位クラブが参加できる。国別の出場枠およびどのレベルから参加できるかは、UEFAランキングのカントリーランキングで決まる。2021年からの現行のフォーマットでは
(1)UEFAランキング1位〜6位の国の上位3クラブ
(2)UEFAランキング7位〜16位の国の上位2クラブ
(3)UEFAランキング17位以下の国の1位クラブ
(4)前年度UEFA女子チャンピオンズリーグ優勝クラブ
|                             |                                  | 初登場 (72チーム)                                                                    | 前ラウンド勝者                                                                              |
| --------------------------- | -------------------------------- | ------------------------------------------------------------------------------------ | ------------------------------------------------------------------------------------------- |
| 予選1回戦 (60チーム)        | チャンピオンズ パート (44チーム) | - 7位から50位の国内リーグ優勝の44チーム                                              |                                                                                             |
| 予選1回戦 (60チーム)        | リーグ・パート (16チーム)        | - 7位から16位の国内リーグ2位の10チーム - 1位から6位までの国内リーグ3位の6チーム      |                                                                                             |
| 予選2回戦 (24チーム)        | チャンピオンズ パート (14チーム) | - 4位から6位の国内リーグ優勝の3チーム                                                | - 予選1回戦最終勝者の11チーム                                                               |
| 予選2回戦 (24チーム)        | リーグ・パート (10チーム)        | - 1位から6位の国内リーグ2位の6チーム                                                 | - 予選2回戦最終勝者の4チーム                                                                |
| グループステージ (16チーム) | グループステージ (16チーム)      | - 前年度UEFA女子チャンピオンズリーグ優勝チーム - 1位から3位の国内リーグ優勝の3チーム | - チャンピオンズ・パートのプレーオフ勝者の7チーム - リーグ・パートのプレーオフ勝者の5チーム |
| 決勝トーナメント (8チーム)  | 決勝トーナメント (8チーム)       |                                                                                      | - グループステージ1位の4チーム - グループステージ2位の4チーム                               |

予選1回戦は一発勝負のワンマッチ方式、予選2回戦以降本大会　決勝トーナメント準決勝まではホーム＆アウェイ、決勝は再び一発勝負になる。
また男子のUEFAチャンピオンズリーグと異なり、決勝トーナメントの抽選にはカントリー・プロテクション（同国同士の対決）も有り得る。

## 結果
| 年度                         | 優勝                 | 結果             | 準優勝                    | 会場                                                                                              |
| UEFA女子カップ               | UEFA女子カップ       | UEFA女子カップ   | UEFA女子カップ            | UEFA女子カップ                                                                                    |
| ---------------------------- | -------------------- | ---------------- | ------------------------- | ------------------------------------------------------------------------------------------------- |
| 2001-02                      | フランクフルト       | 2 - 0            | ウメオIK                  | ヴァルトシュタディオン（フランクフルト）                                                          |
| 2002-03                      | ウメオIK             | 4 - 1 3 - 0      | フォルトゥナ・ヨーリン    | ガンムリアヴァレン（ウメオ） ヨーリン・スタディオン（ヨーリン）                                   |
| 2003-04                      | ウメオIK             | 3 - 0 5 - 0      | フランクフルト            | ロースンダ・スタディオン（ソルナ） ボルンハイマー・ハンク（フランクフルト）                       |
| 2004-05                      | トゥルビネ・ポツダム | 2 - 0 3 - 1      | ユールゴルデン&アルヴシェ | ストックホルム・スタディオン（ストックホルム） カール・リープクネヒト・シュタディオン（ポツダム） |
| 2005-06                      | フランクフルト       | 4 - 0 3 - 2      | トゥルビネ・ポツダム      | カール・リープクネヒト・シュタディオン（ポツダム） ボルンハイマー・ハンク（フランクフルト）       |
| 2006-07                      | アーセナル           | 1 - 0 0 - 0      | ウメオIK                  | ガンムリアヴァレン（ウメオ） メドウ・パーク（ハートフォードシャー）                               |
| 2007-08                      | フランクフルト       | 1 - 1 3 - 2      | ウメオIK                  | ガンムリアヴァレン（ウメオ） UEFA女子カップアレーナ・フランクフルト（フランクフルト）             |
| 2008-09                      | デュースブルク       | 6 - 0 1 - 1      | ズヴェズダ2005ペルミ      | セントラル・スタジアム（カザン） MSVアレーナ（デュースブルク）                                    |
| UEFA女子チャンピオンズリーグ |                      |                  |                           |                                                                                                   |
| 2009-10                      | トゥルビネ・ポツダム | 0 - 0 (PK 7 - 6) | オリンピック・リヨン      | コリセウム・アルフォンソ・ペレス（ヘタフェ）                                                      |
| 2010-11                      | オリンピック・リヨン | 2 - 0            | トゥルビネ・ポツダム      | クレイヴン・コテージ（ロンドン）                                                                  |
| 2011-12                      | オリンピック・リヨン | 2 - 0            | フランクフルト            | ミュンヘン・オリンピアシュタディオン（ミュンヘン）                                                |
| 2012-13                      | ヴォルフスブルク     | 1 - 0            | オリンピック・リヨン      | スタンフォード・ブリッジ（ロンドン）                                                              |
| 2013-14                      | ヴォルフスブルク     | 4 - 3            | ティーレソー              | エスタディオ・ド・レステロ（リスボン）                                                            |
| 2014-15                      | フランクフルト       | 2 - 1            | パリ・サンジェルマン      | フリードリヒ・ルートヴィヒ・ヤーン・スポルトパルク（ベルリン）                                    |
| 2015-16                      | オリンピック・リヨン | 1 - 1 (PK 4 - 3) | ヴォルフスブルク          | マペイ・スタジアム（レッジョ・エミリア）                                                          |
| 2016-17                      | オリンピック・リヨン | 0 - 0 (PK 7 - 6) | パリ・サンジェルマン      | カーディフ・シティ・スタジアム（カーディフ）                                                      |
| 2017-18                      | オリンピック・リヨン | 4 - 1 aet        | ヴォルフスブルク          | ロバノフスキー・ディナモスタジアム（キエフ）                                                      |
| 2018-19                      | オリンピック・リヨン | 4 - 1            | バルセロナ                | グルパマ・アレーナ（ブダペスト）                                                                  |
| 2019-20                      | オリンピック・リヨン | 3 - 1            | ヴォルフスブルク          | エスタディオ・アノエタ（サン・セバスティアン）                                                    |
| 2020-21                      | バルセロナ           | 4 - 0            | チェルシー                | ガムラ・ウッレヴィ（ヨーテボリ）                                                                  |
| 2021-22                      | オリンピック・リヨン | 3 - 1            | バルセロナ                | ユヴェントス・スタジアム（トリノ）                                                                |
| 2022-23                      | バルセロナ           | 3 - 2            | ヴォルフスブルク          | フィリップス・スタディオン（アイントホーフェン）                                                  |
| 2023-24                      | バルセロナ           | 2 - 0            | オリンピック・リヨン      | サン・マメス（ビルバオ）                                                                          |
| 2024-25                      | アーセナル           | 1 - 0            | バルセロナ                | エスタディオ・ジョゼ (リスボン)                                                                   |
| 2025-26                      |                      |                  |                           | ウレヴォール・スタディオン（オスロ）                                                              |

## 統計

### クラブ別成績
| クラブ名               | 優 | 準 | 優勝年度                                       | 準優勝年度             |
| ---------------------- | -- | -- | ---------------------------------------------- | ---------------------- |
| オリンピック・リヨン   | 8  | 3  | 2011, 2012, 2016, 2017, 2018, 2019, 2020, 2022 | 2010, 2013, 2024       |
| フランクフルト         | 4  | 2  | 2002, 2006, 2008, 2015                         | 2004, 2012             |
| バルセロナ             | 3  | 3  | 2021, 2023, 2024                               | 2019, 2022, 2025       |
| ヴォルフスブルク       | 2  | 4  | 2013, 2014                                     | 2016, 2018, 2020, 2023 |
| ウメオIK               | 2  | 3  | 2003, 2004                                     | 2002, 2007, 2008       |
| トゥルビネ・ポツダム   | 2  | 2  | 2005, 2010                                     | 2006, 2011             |
| アーセナル             | 2  | 0  | 2007, 2025                                     |                        |
| デュースブルク         | 1  | 0  | 2009                                           |                        |
| パリ・サンジェルマン   | 0  | 2  |                                                | 2015, 2017             |
| フォルトゥナ・ヨーリン | 0  | 1  |                                                | 2003                   |
| ユールゴーデンIFダム   | 0  | 1  |                                                | 2005                   |
| ズヴェズダ2005ペルミ   | 0  | 1  |                                                | 2009                   |
| ティーレソー           | 0  | 1  |                                                | 2014                   |
| チェルシー             | 0  | 1  |                                                | 2021                   |

注：優勝年度及び準優勝年度は、優勝が決定した年を並べている。例えば、2001-02年度王者は2002年としている。

### クラブ所在国別成績
| 国・地域名   | 優 | 準 |
| ------------ | -- | -- |
| ドイツ       | 9  | 8  |
| フランス     | 8  | 5  |
| スペイン     | 3  | 3  |
| スウェーデン | 2  | 5  |
| イングランド | 2  | 1  |
| デンマーク   | 0  | 1  |
| ロシア       | 0  | 1  |

## オフィシャルスポンサー
- Amazon
- ユーロニクス
- グリフォルス
- ハイネケン
- ジャストイート・テイクアウェイドットコム
- ペプシコ（ペプシ、ゲータレード、レイズ[注 2]）
- Visa
- アディダス
- エレクトロニック・アーツ（EAスポーツ）
- ウブロ
- ソニー・インタラクティブエンタテインメント（PlayStation）